# Crush on You (Lied)
Crush on You (englisch für „Verknallt in dich“) ist ein Lied der deutschen Popsängerin Lulu Lewe aus dem Jahr 2008.

## Hintergrund
Das Lied wurde gemeinsam von Leslie Gains, Brok Landers und Giorgio Moroder geschrieben, wobei alle drei Autoren für die Komposition und Gains sowie Landers zusätzlich für den Liedtext zuständig waren.  Landers zeichnete außerdem, zusammen mit Stephen Shape, für die Produktion verantwortlich.
Die Melodie basiert auf Chase, einer Filmmusik zu 12 Uhr nachts – Midnight Express von Giorgio Moroder aus dem Jahr 1978. Die Textzeile „every time I think of you“ in den Einleitungen zum Refrain erinnert zudem sowohl textlich wie musikalisch an die Zeile „every time I look around“ aus dem Lied How Bizarre von OMC aus dem Jahr 1995.
Die Erstveröffentlichung von Crush on You erfolgte als Single am 22. August 2008 bei X-Cell Records. Diese erschien als CD-Maxi-Single mit einem Remix und dem Titel Stars Stop Spinning als B-Seiten. Am 1. September interpretierte Lewe Crush On You bei TV total; am 5. September 2008 sang sie das Lied live bei The Dome 47.

## Charts und Chartplatzierungen
| ChartsChartplatzierungen | Höchstplatzierung | Wochen |
| ------------------------ | ----------------- | ------ |
| Deutschland (GfK)        | 16 (9 Wo.)        | 9      |
| Österreich (Ö3)          | 42 (4 Wo.)        | 4      |